# PNA Martín García (GC-65)
La lancha PNA Martín García (GC-65) es una lancha guardacostas de la clase Z-28 de la Prefectura Naval Argentina (PNA) comisionada en 1979.

## Historia
La lancha GC-65 Martín García es una de las 20 unidades de la clase Z-28 adquiridas por la prefectura argentina en 1979. Construida por Blohm + Voss en Alemania Occidental, fue trasladado a Argentina a bordo del mercante Río Calchaquí junto al GC-64 Mar del Plata.
En 1982 durante la Guerra de Malvinas estuvo asignado a la defensa del estuario del Río de la Plata.